# Nógrádsáp
Nógrádsáp je obec v Maďarsku v župě Nógrád.
Rozkládá se na ploše 15,46 km² a v roce 2024 zde žilo 898 obyvatel.